# Congada

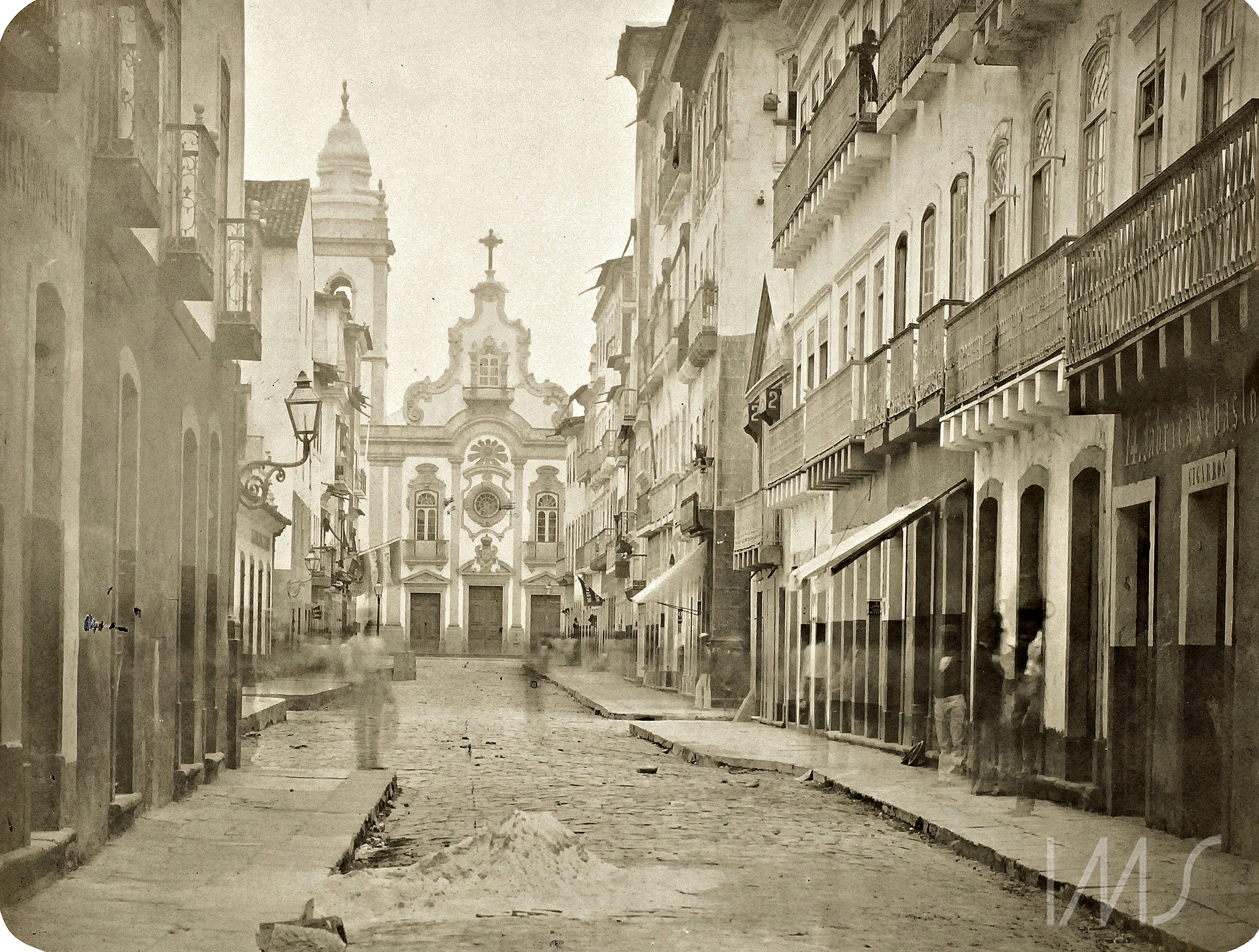
Igreja de Nossa Senhora do Rosário dos Pretos (Biserica Maicii Domnului a Rozariului Negrilor) din Recife, unde se țineau congadas în secolul al XVII-lea.

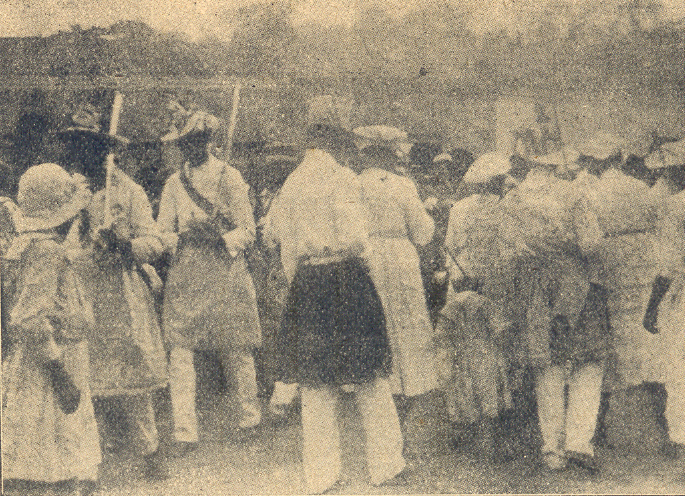
Congregația din Santana de Parnaíba (1925)

Congada sau congado este un eveniment cultural și religios afro-brazilian, în cadrul religiei Umbanda. Sărbătoare foarte veche, Congada este un dans dramatic cu cântec și muzică care reamintește încoronarea unui Rei Congo sau Rei do Congo(rege al Congoului) . 
Termenii Congada și Rei (do) Congo au fost popularizați în lumea întreagă mai ales grație cântecului brazilian Aquarela do Brasil, autor: Ary Barroso.
"Abre a cortina do passado

Tira a mãe preta do cerrado

Bota o Rei Congo no congado"

Este vorba practic de trei teme care se împletesc în narativul său: viața Sfântului Benedict; găsirea imaginii Maicii Domnului a Rozariului scufundat în ape; și reprezentarea luptei lui Charlemagne împotriva invaziilor maure. Deși a apărut în Pernambuco, congada mai este practicată în state ale Braziliei precum Sao Paulo, Rio de Janeiro, Minas Gerais, Goiás, Espirito Santo, Rio Grande do Sul, Paraná și Pará . 

## Origine
În 1674, încoronarea regilor Congoului avea deja loc în Biserica Maicii Domnului a Rozariului Negrilor din Recife, pe vremea Căpităniei din Pernambuco. Uneori, festivitatea căpăta splendoare când dansatorii împrumutau bijuterii și recuzite de la doamnele și domnii stăpâni. Adunați, sclavii și metișii mergeau să aducă cuplul regal, pe care îl duceau la biserica unde urmau să fie încoronați de vicar. 
Procesiunea executa coregrafii, jocuri de agilitate și de simulare războinică, cum ar fi dansul cu săbii. După încoronare, avea loc o petrecere cu dans, mâncare și băutură. Frățiile Maicii Domnului a Rozariului ajutau pe tot parcursul serbării. Uneori, imaginea sfântului era pictată în negru.

## Caracteristici

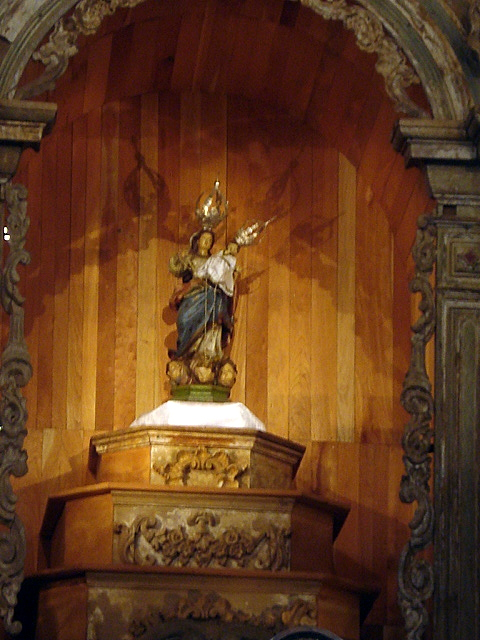
Maica Domnului a Rozariului - Pirenópolis

Congada este o manifestare folclorică religioasă afro-brazilienă, în care se pot distinge tradițiile, uzanțele și obiceiurile istorice ale Angolei și ale Congoului, cu influențe iberice în materie de religiozitate. Potrivit lui Câmara Cascudo (Dicționarul folclorului brazilian), dansul amintește încoronarea regelui Congoului și a reginei Jinga din Angola, cu prezența curții și a vasalilor săi. Este un act care reunește elemente tematice africane și iberice, a căror răspândire începe cu secolul XVII. 
Aceștia au organizat frăția Rosariului și a Sfintei Efigênia și au construit biserica din Alto da Santa Cruz. Cu ocazia sărbătorii magilor din ianuarie și a celei a Maicii Domnului a Rozariului în octombrie, eerau mari solemnități răspândite cu numele de „Reisados”. În aceste solemnități,  Chico Rei încoronat, înainte de oficierea slujbei, apare alături de regină și urmat de curte, îmbrăcați în costume bogate și urmați de dansatori și muzicieni. Os batedores, în petrecere, urmează cu „caxambu”, „tamburin”, „marimbas” și „canzás” în litanii intense. 
„
Congado este o sărbătoare religioasă afro-braziliană populară amestecată cu elemente religioase catolice, cu un tip de dans dramatic ce sărbătorește încoronarea regelui Congo, într-o procesiune de pași și cântece, unde muzica este fondul sărbătorii. Este o mișcare culturală sincretică, un ritual care implică dansuri, cântări, împodobiri de catarge, încoronări și călărie, mai ales la festivalul Rozariului din octombrie. Instrumentele muzicale folosite sunt: cuica, caixa, pandeiro și reco-reco, iar congadorii merg în urma cavalcadei care urmează, cu un steag al Maicii Domnului al Rozariului.

## Cultul

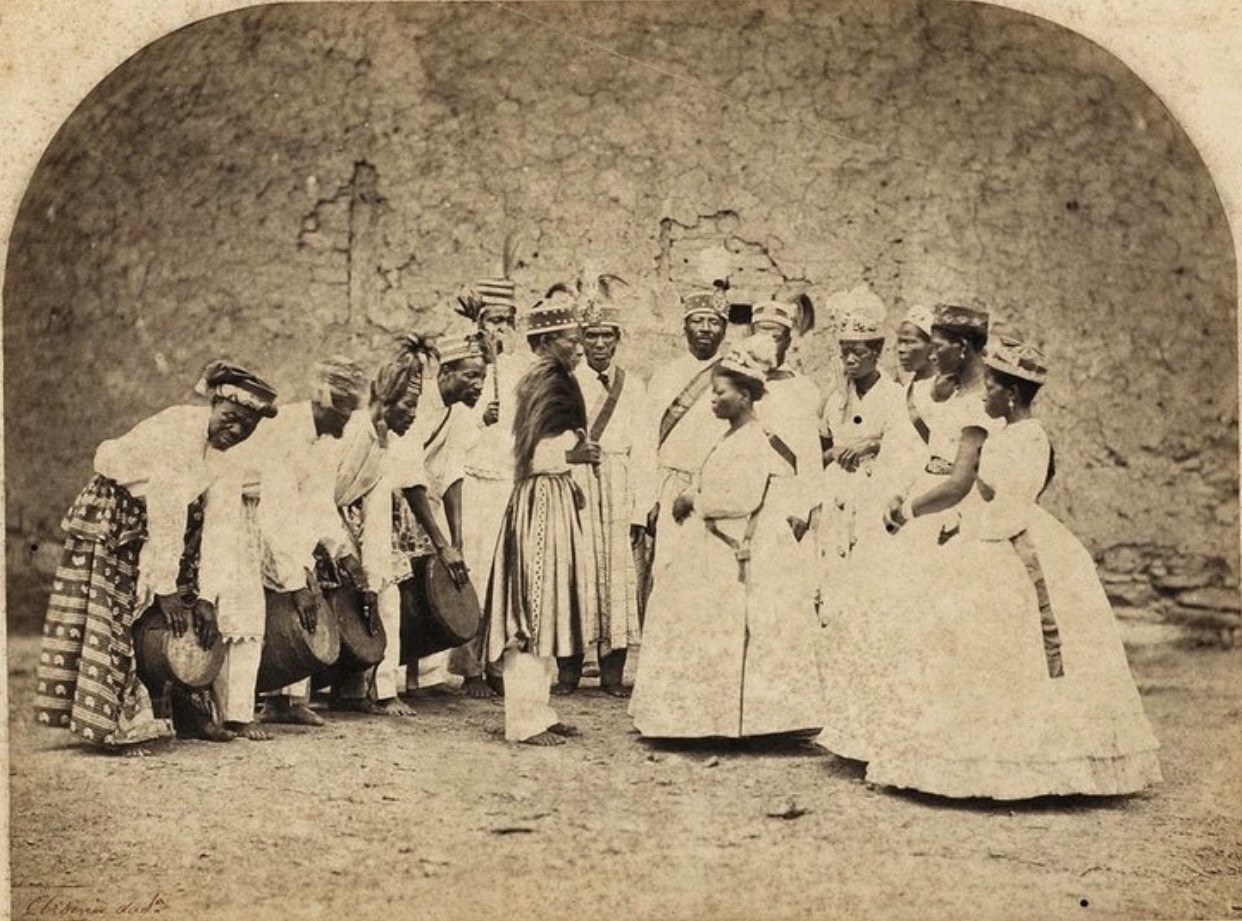
Încoronare în 1860. Fotografia lui Arsenio da Silva comandată de împăratul Dom Pedro II.

În desfășurarea sărbătorilor închinate sfinților, unde aclamația este animată de dansuri, cu o mulțime de tobe, există o ierarhie, unde ies în evidență regele, regina, generalii, căpitanii etc.  Sunt împărțiți în grupuri cu numere variate, numite ternos sau guardas. Tipurile de costume variază în funcție de funcția lor rituală la petrecere și paradă: moçambiques, catupés, marujos (mateloți), congos, personaje negative, contra-dansuri, ternos (costume) pentru femei și altele. 
1. 1 2 3 4 5  „Congada: Festa folclórica une tradições africanas e ibéricas”. UOL.
2. ↑  FERREIRA, A. B. H. Novo dicionário da língua portuguesa. 2ª edição. Rio de Janeiro. Nova Fronteira. 1986. p. 453.
3. ↑  „Saberes contados, saberes guardados: a polissemia da congada de São Sebastião do Paraíso, Minas Gerais”. SciELO.